# Vekovi
Vekovi (ou Waikov) est une localité du Cameroun située dans la Région du Nord-Ouest, le département du Bui et la commune de Jakiri.

## Population
En 1969, la localité comptait 3 075 habitants, principalement des Nso et des Peuls.
Lors du recensement national de 2005, on y a dénombré 6 648 personnes.
En 2012, la population est estimée à 900 habitants.

## Éducation
Vekovi est doté d'un établissement scolaire public de premier cycle, anglophone (GSS Vekovi) et d'un lycée technique.